# Époque Azuchi Momoyama
1573–1603
Entités précédentes :
- Époque Sengoku
- Époque de Muromachi
- Shogunat Ashikaga

Entités suivantes :
- Époque d'Edo
- Shogunat Tokugawa

L’époque Azuchi Momoyama (安土桃山時代, Azuchi Momoyama jidai) est une période de l'histoire du Japon s'étendant de 1573 à 1603. Le nom d'Azuchi vient du château d'Azuchi appartenant à Oda Nobunaga. Le nom de Momoyama vient quant à lui du nom de la colline où Toyotomi Hideyoshi fit construire son dernier château. La période s'ouvre avec la chute du shogunat du clan Ashikaga et culmine avec la bataille de Sekigahara en 1600.
Il s'agit d'une période très importante bien que courte de l'histoire du Japon car elle voit son unification, sous l'impulsion de trois grands hommes : Oda Nobunaga, puis Toyotomi Hideyoshi, et enfin Tokugawa Ieyasu.

## Les «Trois unificateurs»
Au cours de la seconde moitié du XVIe siècle, trois chefs militaires — surnommés les « Trois unificateurs » — se succèdent au pouvoir et contribuent à l'unification de tout l'archipel japonais.

### Oda Nobunaga
Oda Nobunaga commence ce processus d'unification de 1560 à 1582. Il se fait remarquer par ses talents militaires lors de sa victoire à la bataille d'Okehazama en 1560. L'utilisation systématique d'arquebuses, dans des corps d'infanterie dédiés, lui apporte un avantage stratégique, et il étend son fief par des conquêtes et des alliances. En 1573, il fait expulser le shogun Ashikaga Yoshiaki de Kyoto, mettant ainsi fin au règne de cette dynastie. Il met aussi au pas les autres puissances politiques de son temps : les seigneurs Asakura et Azai concurrents, les moines bouddhistes combattants de l'Enryaku-ji et les ligues d'Ikkō-ikki à l'Hongan-ji. Il commence à structurer un pouvoir centralisé depuis le Château d'Azuchi qu'il fait construire non loin de Kyoto, et instaure plusieurs mesures allant de la suppression des péages à la lutte contre la fausse monnaie. Sa mort subite en 1582 suspend ces réformes.
Oda Nobunaga mena de nombreux conflits, souvent conclus par des massacres et destructions d'une grande brutalité, ce qui lui valut une réputation funeste que son caractère despotique n'arrangea pas. De fait, il affronta un grand nombre de rivaux particulièrement menaçants, à une époque où les moyens militaires des belligérants avaient pris des proportions importantes et où l'escalade de la violence avait atteint des hauteurs inconnues jusqu'alors. Le pouvoir construit par Nobunaga est souvent présenté comme centralisateur et autoritaire. Il s'appuyait sur un entourage restreint, constitué de ses fils et d'une dizaine de vassaux proches, en général des personnes d'origine humble provenant de la même province que lui, l'Owari, et qui lui devaient pour ainsi dire tout. Il tendit à remplacer les daimyō vaincus par ses propres hommes qu'il contrôlait mieux, décidant des grandes lignes de la gestion de leur domaine, des dates de leurs campagnes. Il entreprit également une politique de développement du commerce, en lien avec les milieux marchands, et de contrôle plus poussé de ses domaines ruraux. Oda Nobunaga a donc pu être vu comme un despote centralisateur, l'acteur d'une « reféodalisation », ou bien une sorte de stade final du seigneur de la guerre, poursuivant les pratiques des autres daimyō, mais les orientant dans une nouvelle direction, à une échelle qui se voulait nationale.

### Toyotomi Hideyoshi
Toyotomi Hideyoshi, un général d'Oda Nobunaga, poursuit cette œuvre d'unification jusqu'à sa mort en 1598, après avoir obtenu le titre de kanpaku en 1585. Il impose la règle de l'heinō bunri aux samouraïs des terres qu'il conquiert ; dépossédés de leurs terres ces derniers deviennent de simples administrateurs territoriaux au service de l'État. Une opération de cadastrage, ou taikō kenchi, est entreprise dans le cadre d'une réforme agraire qui met fin au système des shōen. La possession de sabres par les paysans est aussi interdite, afin d'éviter les révoltes et de séparer socialement les paysans des guerriers. Hideyoshi soumet les seigneurs de l'île de Kyūshū en 1585, mettant ainsi la main sur la ville de Nagasaki, siège d'une importante communauté chrétienne. Il fait expulser les missionnaires, et exerce une répression de plus en plus féroce contre les chrétiens. Après avoir soumis l'essentiel du pays, il tente par deux fois, à la tête d'une armée aguerrie, de conquérir la Corée en 1592 et en 1596, mais doit finalement renoncer en 1598. À sa mort la même année, le pays est unifié, mais se pose alors la question de sa succession.

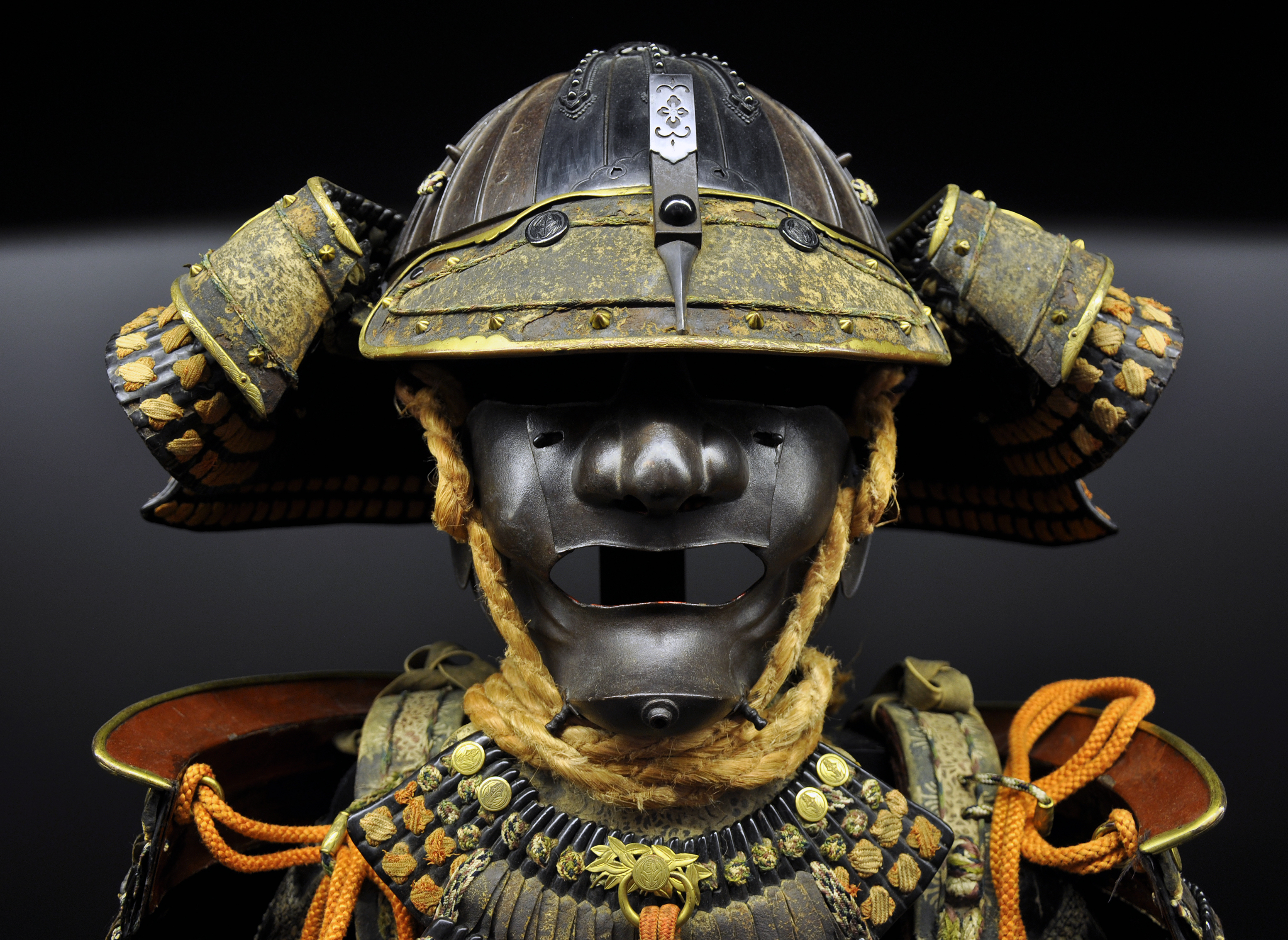
Casque de Samurai. utilisé au milieu du XV.

L'agenda politique de Hideyoshi fut dominé par l'objectif de pacification durable d'un pays déchiré par plus d'un siècle de conflits. Il poursuivit la politique de son prédécesseur consistant à confier le commandement des provinces à des daimyō vassaux, qu'il s'agisse d'hommes nouveaux acquis à sa cause comme Ishida Mitsunari et Katō Kiyomasa, d'alliés ou de vaincus vassalisés comme Tokugawa Ieyasu. Ils étaient déplacés de province s'il le fallait (Ieyasu fut ainsi installé dans le Kantō, fixant sa base en 1590 à Edo dans la province de Musashi), et devaient s'en tenir à ses ordres concernant la politique à mener et ne pas s'engager dans des conflits avec d'autres généraux. Mais en retour, ils conservaient une autonomie assez large dans leur domaine provincial et une position éminente et stable, ce qui explique sans doute pourquoi Hideyoshi parvint à rallier en fin de compte assez facilement nombre de ses adversaires. Il bénéficia certainement aussi du fait que ses sujets étaient lassés par les guerres incessantes et souhaitaient enfin connaître la paix. En 1588, il initia sa politique de désarmement des paysans, laissant aux seuls guerriers le privilège de porter les armes, en les encadrant strictement et en leur confiant plus de tâches administratives, notamment la levée des taxes, qui fut améliorée par la conduite d'une cadastration du territoire soumis. Ce système a pu être interprété comme un retour au féodalisme, ou un absolutisme, ou bien, à la suite de M. Berry, comme une forme de fédéralisme.
Sentant sa fin proche et ayant peur pour la vie de son jeune fils Hideyori qu'il avait désigné comme héritier exclusif, Hideyoshi le confie au Conseil des cinq Anciens, également connu sous le nom cinq tairō (五大老, o-tairō), ses pouvoirs pour diriger le Japon jusqu'à ce que l'héritier soit en âge de le faire. Hideyoshi choisit ses cinq plus puissants daimyos : Hideie Ukita, Toshiie Maeda, Kagekatsu Uesugi, Terumoto Mōri et le célèbre Tokugawa Ieyasu. 
Presque immédiatement après la mort de Hideyoshi en 1598, les Anciens se divisent rapidement en deux clans, celui des Tokugawa et les autres.

### Tokugawa Ieyasu
Tokugawa Ieyasu, un des généraux de Toyotomi Hideyoshi, prend la tête d'une faction militaire. Il s'assure la maîtrise du pays après la bataille de Sekigahara en 1600, et obtient de l'empereur le titre de shogun (chef des armées) en 1603. Le titre est transmis à son fils dès 1605 pour assurer la mise en place d'une dynastie, mais il conserve la réalité du pouvoir jusqu'à sa mort en 1616. Il fit du village de Edo (江戸, « porte de la rivière »), où il avait établi ses quartiers généraux, la nouvelle capitale. Edo deviendra Tokyo (« capitale de l'Est ») à partir de l'ère Meiji. Ieyasu était donc le premier shogun de la dynastie des Tokugawa, qui règnera sur le Japon jusqu'en 1868 (révolution Meiji).
En 1614, le clan Toyotomi reconstruit le château d'Osaka et le jeune Toyotomi Hideyori commence à rassembler une force composée de rōnins et d'ennemis des Tokugawa à Osaka. Ieyasu décide alors d'empêcher cette force grandissante, et y envoie 194 000 hommes. Ainsi débute la campagne d'Osaka, série de batailles livrées par le shogunat Tokugawa afin de détruire le clan Toyotomi. C'est en 1615 que le siège aboutira avec la défaite de Hideyori, qui se fait seppuku dans son château, à l'issue de la bataille de Tennōji. La mise à mort de son fils de 8 ans met fin au clan Toyotomi et ouvre la voie à deux cent cinquante ans de shogunat Tokugawa.
Par le contrôle des mines et des ports, Ieyasu s'assure de la maîtrise du système monétaire. Il force ses vassaux à détruire leurs fortifications. Son petit-fils Tokugawa Iemitsu impose en 1635 le système du sankin-kōtai qui oblige tous les grands seigneurs féodaux à vivre un an dans la ville d'Edo où siège le shogun. Les ressources financières de ces seigneurs, contraints à mener un train de vie luxueux, et les velléités de révolte sont ainsi réduites. Ceux-ci ont par ailleurs interdiction de se rendre à Kyoto et de rencontrer l'empereur.

## Relations internationales

### La Corée et les tentatives expansionnistes du Japon
Les invasions japonaises de la Corée se sont produites entre 1592 et 1598. Ce conflit, nommé guerre d'Imjin en Corée, a opposé la Corée de la dynastie Chosŏn et l'empire chinois au Japon. Il a été causé par le désir du régent Toyotomi Hideyoshi de conquérir la Chine. Cette guerre provoqua une crise financière au sein de la dynastie Ming. La Corée connut des pertes humaines sans précédent et vit s'illustrer l'amiral Yi Sun-sin lors des batailles navales. 
Du côté du Japon, Tokugawa Ieyasu préserva sa force lors de la guerre, et réussit à battre ses rivaux Konishi Yukinaga et Ishida Mitsunari.

### Les occidentaux et l'arrivée du christianisme

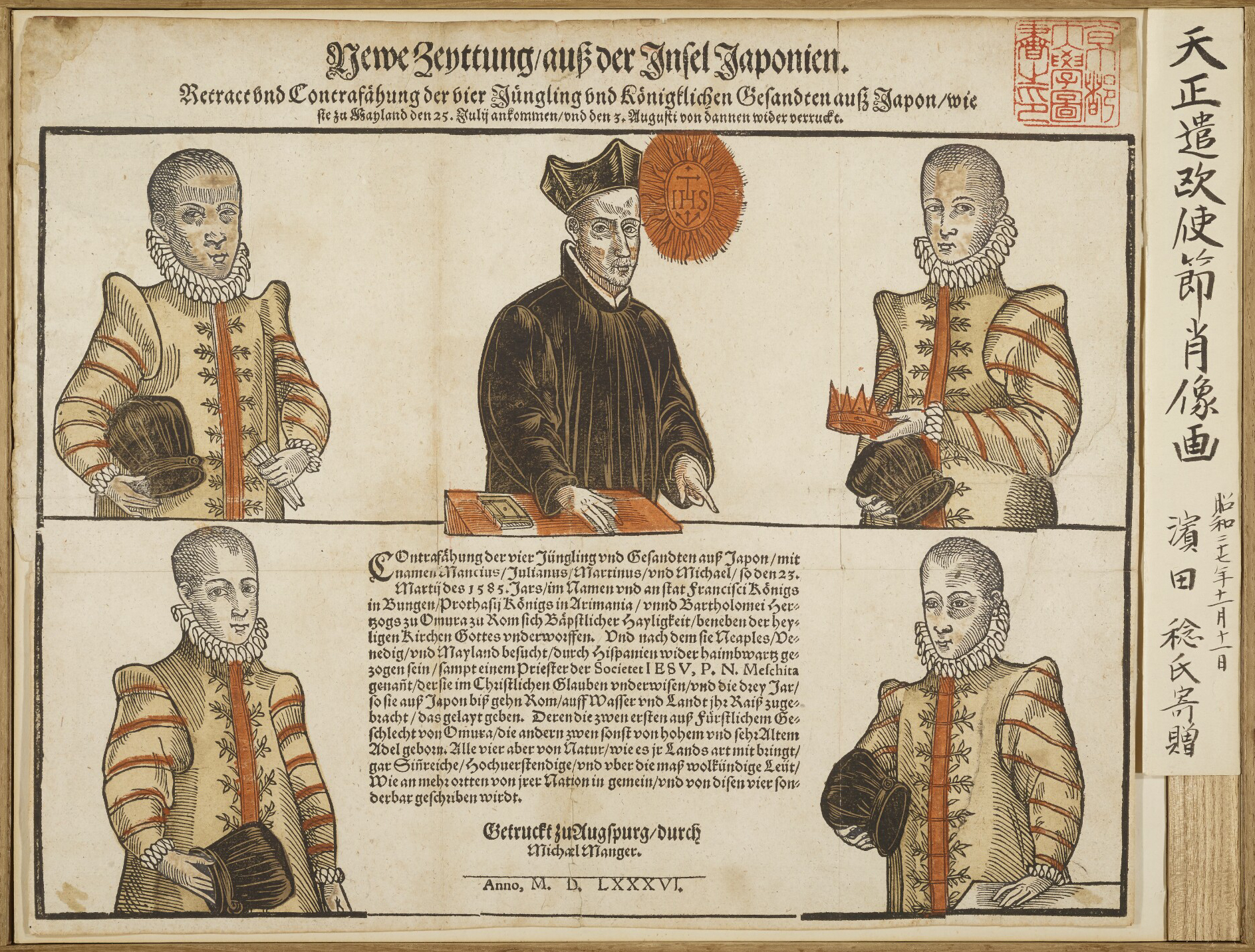
Première ambassade du Japon en Europe, en 1586.

Le premier contact japonais avec des Occidentaux intervient en 1542 lors de l'arrivée du portugais Fernão Mendes Pinto dans l'île de Tanegashima. Les armes à feu sont introduites par ce biais et copiées par des artisans japonais. Des marchands portugais s'installent dans les ports du sud de Kyūshū comme Hirado, Funai, et Nagasaki où les marchands de Kyoto se déplacent pour leur acheter soieries et arquebuses. Au contact de ces commerçants, plusieurs nouveautés techniques et artistiques sont introduites dans le pays : horloges, pain et vin, instruments de musique comme des orgues. Un art influencé par l'Occident, l'art Nanban, se développe. Un dictionnaire japonais-portugais, le Nippo Jisho est publié en 1603. Hideyoshi cherche aussi mais sans succès à relancer le commerce avec la Chine.
Les premiers missionnaires chrétiens, espagnols et italiens, arrivent dans l'archipel par cette route commerciale. François Xavier, un jésuite, débarque à Kagoshima en 1549. Grâce à la protection d'un seigneur local, il commence son travail d'évangélisation. En 1585, il estime à environ 100 000 le nombre de convertis dans l'île, puis à environ 700 000 dans l'ensemble du pays en 1605. Nagasaki est cédée aux jésuites qui l'administrent de 1580 à 1588. Dans un premier temps, cette nouvelle religion est perçue plutôt favorablement par Nobunaga, car elle concurrence le pouvoir des différentes sectes bouddhiques, dont il cherche à réduire l'influence. Son successeur Hideyoshi craint, lui, que son influence empêche l'unification du pays, et interdit en 1587 toute forme de prosélytisme chrétien. Pour justifier cette interdiction, il dénonce l'essor de l'esclavage que l'arrivée des marchands et des missionnaires chrétiens a permis. La vente d'esclaves japonais, ou de Nobi coréens, se développe alors dans les ports de Kyūshū, et son interdiction doit être réaffirmée dès 1588.

## Vie culturelle et artistique
La période Azuchi Momoyama fut faste dans le domaine artistique. Les daimyō, en premier lieu Oda Nobunaga et Toyotomi Hideyoshi furent d'importants mécènes pour les artistes de l'époque, cherchant à exalter leur pouvoir suprême nouvellement acquis en reconstituant autour d'eux une cour riche et active. Cette volonté de marquer leur puissance n'est nulle part mieux exprimée que dans les châteaux vastes et somptueusement décorés qu'ils firent ériger (disparus depuis), qui répondaient à des besoins défensifs mais également à la volonté des seigneurs de la guerre de disposer de véritables palais où mener une vie culturelle raffinée. Ils apportèrent un soin particulier à leur décoration, marquant un retour vers un art ornemental qui ne se voulait pas épuré, Nobunaga faisant notamment appel au nouveau maître de l'école Kanō, Kanō Eitoku (1543-1590), pour réaliser des peintures de grande taille, souvent sur des paravents, utilisant des pigments et feuilles d'or, de la laque afin de donner une impression de richesse. Hideyoshi poursuivit dans cette voie, employant le même Eitoku et l'autre grand peintre de ce temps, Hasegawa Tōhaku (1539-1610). Les grands maîtres du thé de l'époque, Imai Sōkyū (1520-1593), Tsuda Sōgyū (mort en 1591) et surtout Sen no Rikyū (1522-1591), originaires du milieu des marchands de Sakai, servirent à la cour des deux grands daimyō. Manifestement plus porté vers la vie culturelle que son prédécesseur, Hideyoshi participait à des réunions de poésie renga (aux côtés du plus grand maître de l'époque, Shōha/Jōha) et montait sur scène de temps en temps pour jouer des pièces nō écrites spécialement pour louer ses accomplissements. Les daimyō vassaux embauchèrent à leur tour les artistes de l'époque dans leurs propres châteaux, érigés suivant le modèle des grandes résidences de leurs maîtres.

### Peinture

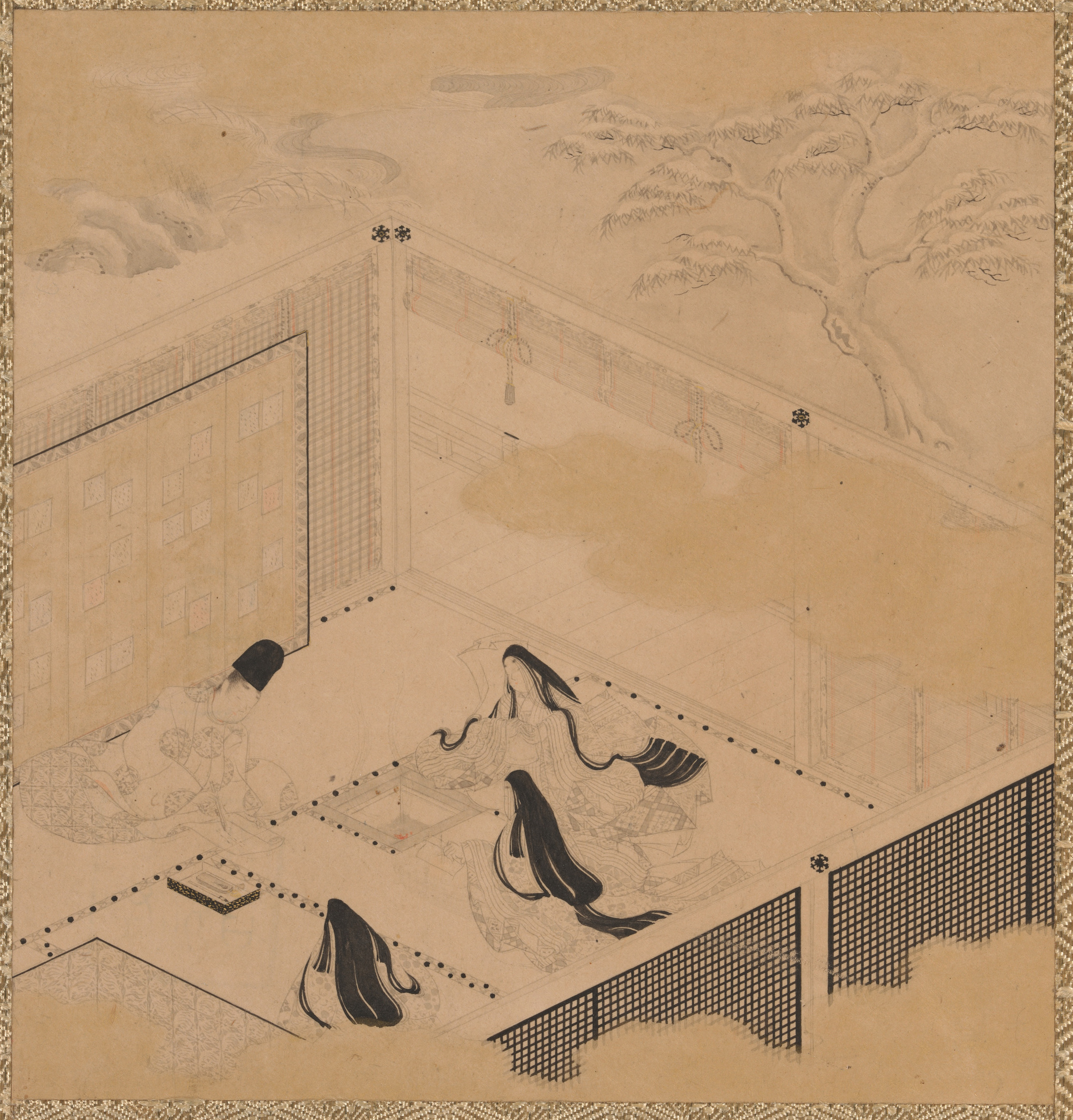
Tosa Mitsunori (1563-1638). Feuille d'album du Dit du Gengi. Encre avec or et rouge sur papier, chaque feuille 13,4 x 12,9 cm
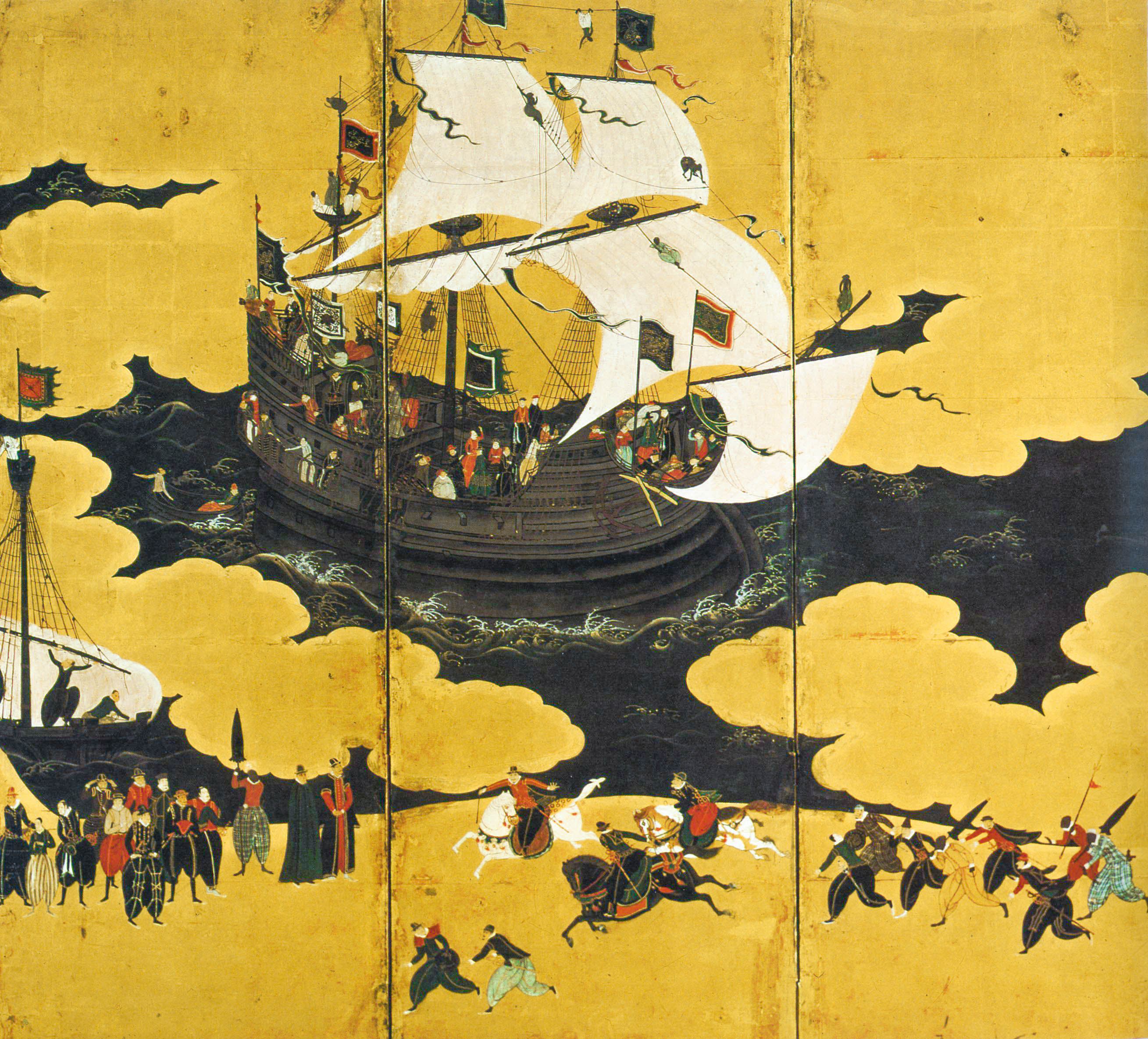
Détail de paravent nanban représentant l'arrivée d'un navire portugais, attribué à Kanō Naizen (1570–1616).
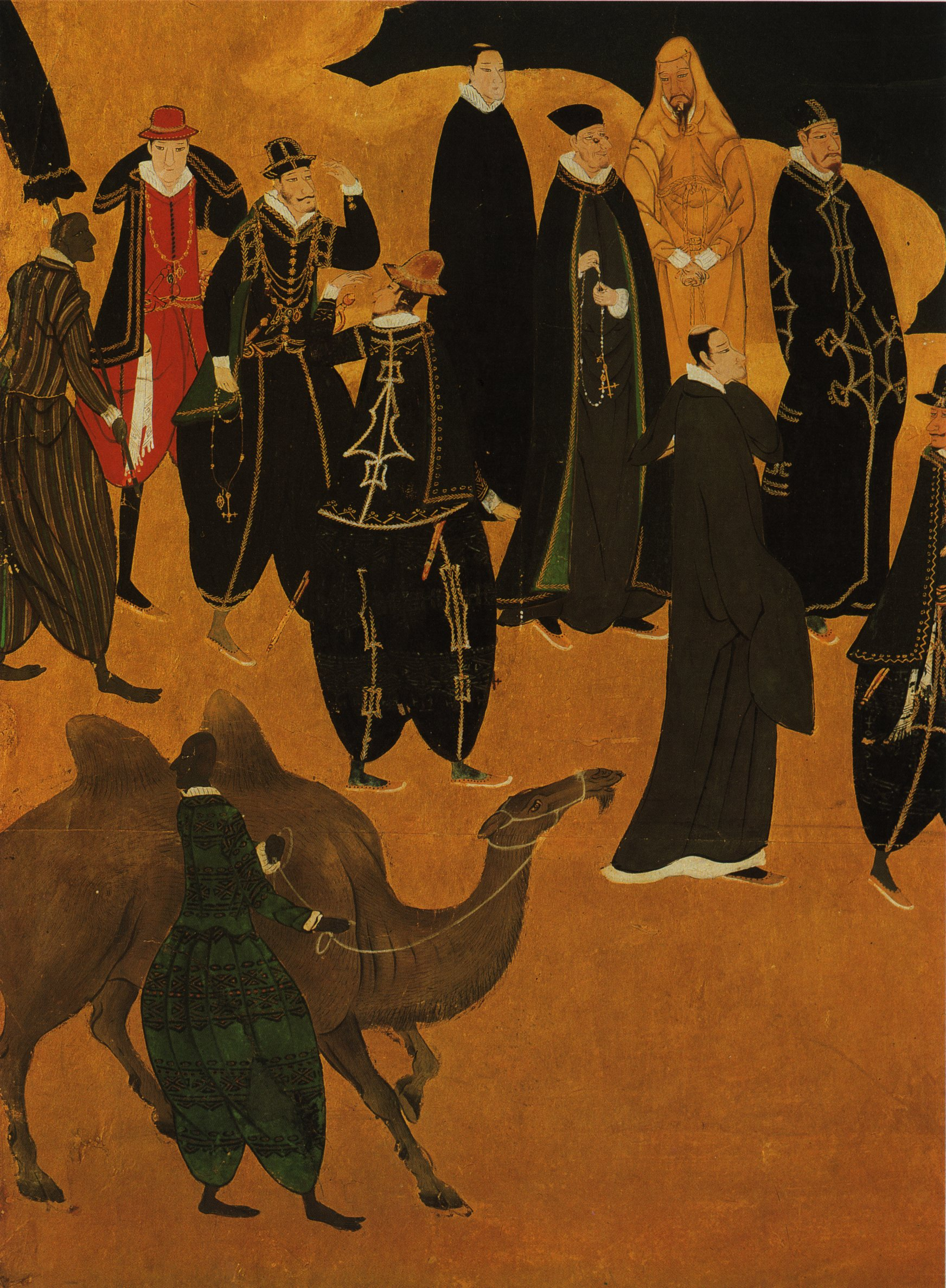
Détail d'une nanban-e : peinture nanban
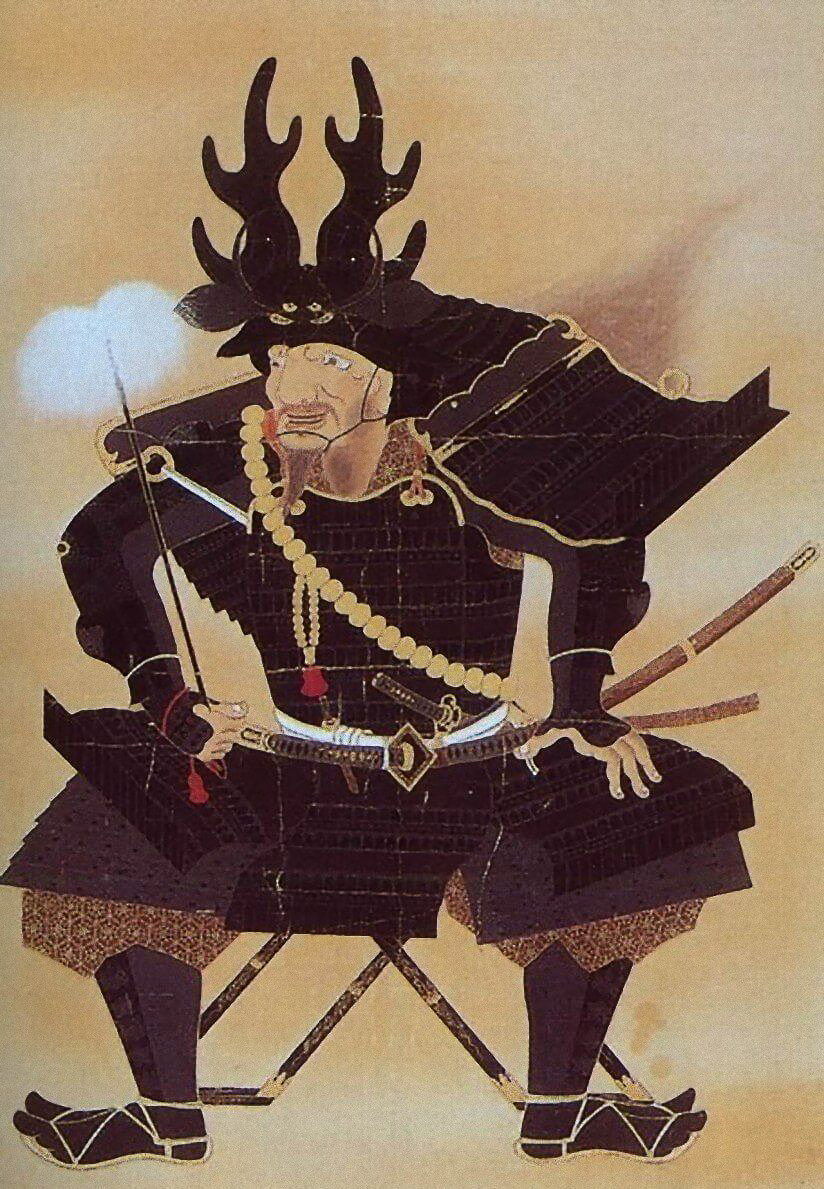
Anonyme. Portrait de Honda Tadakatu, général de samouraï. Fin du XVIIe siècle. Honda Takayuki, Tokyo

En contraste frappant avec la précédente époque de Muromachi, l'époque Azuchi Momoyama se caractérise par un grandiose style polychrome, avec une large utilisation de feuilles d'or et d'argent qui brillent à la lueur des lampes à huile, et par des œuvres de très grande taille. L'école Kano, patronnée par Oda Nobunaga, Toyotomi Hideyoshi, Tokugawa Ieyasu et leurs successeurs, gagne énormément en importance et en prestige. Ces chefs énergiques aiment à s'entourer d'images d'animaux, tigres et chevaux et de dragons aux formes puissantes.

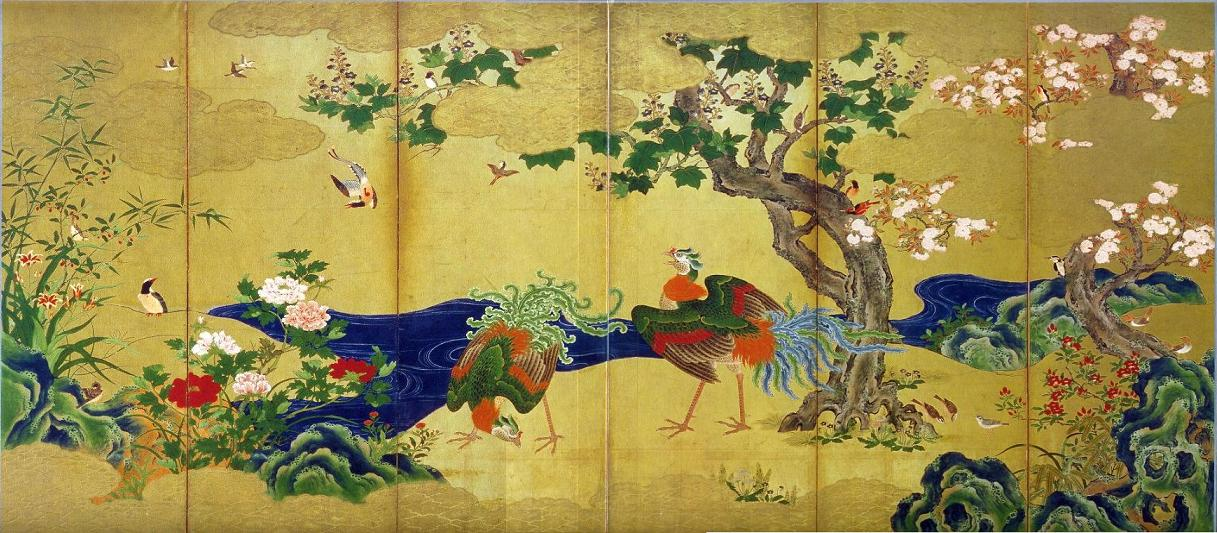
Kanō Eitoku. Fleurs et oiseaux des quatre saisons, fin. Paravent à 6 feuilles appartenant à une paire. 1,65 x 3,59 cm. Couleurs sur papier doré. Musée des Beaux-Arts Hakutsuru

Kano Eitoku met au point une formule pour la création de décors monumentaux : le gros plan, un pinceau large et des motifs aux contours simplifiés. Ces décors s'appliquent sur les portes coulissantes enfermant les chambres, les fusuma. Ce type d'écrans géants ainsi que des peintures murales sont commandés pour décorer les châteaux et les palais de la noblesse militaire. L'école Kano en obtient l'exclusivité et ce statut perdure pendant la période d'Edo qui suit, puisque le bakufu Tokugawa continue à promouvoir les œuvres de l'école Kano comme art officiel pour le shogun, les daimyos et la cour impériale.

Kanō Eitoku. Paravent aux lions, fin. 2,25 x 4,60 m. Couleurs sur papier doré. Musée des collections impériales

Cependant, des courants existent et des artistes qui n'appartiennent pas à l'école Kano apparaissent au cours de l'époque Azuchi-Momoyama. Ils adaptent des thèmes chinois aux matériaux et à l'esthétique japonaise. Parmi ces courants, l'école Tosa est un groupe important qui se développe principalement à partir de la tradition yamato-e, et qui est essentiellement connue pour ses ouvrages à petite échelle et ses illustrations de classiques littéraires au format d'un livre ou d'un emaki.
L'art Nanban est un autre genre important qui prend naissance pendant l'époque Azuchi Momoyama mais qui poursuit son développement au début de l'époque d'Edo, à la fois dans la représentation des étrangers exotiques et aussi par l'utilisation d'un style étranger, qui produit un effet d'exotisme pour les Japonais. Ce genre est centré autour du port de Nagasaki, qui, après le début de la politique d'isolement nationale du bakufu Tokugawa, est le seul port japonais laissé ouvert au commerce extérieur, et donc la seule voie d'accès par laquelle les influences artistiques chinoises et européennes entrent au Japon. Les peintures de ce genre comprennent les peintures de l'école de Nagasaki (dont Kawamura Jakushi et son "Assemblée pour l'adoration du dieu de la longévité"), et aussi celles de l'école Maruyama-Shijō,, et surtout Maruyama Ōkyo qui combine les influences chinoises et l'école Kano (le tracé d'encre, l'or et la poudre d'or) avec le naturalisme occidental (perspective et clair-obscur) et des éléments traditionnels japonais.

### Quelques artistes célèbres
Peintres de l'époque Azuchi Momoyama :
- Kaihō Yūshō, 1533–1615
- Hasegawa Tohaku, 1539–1610
- Kano Eitoku, 1543–1590
- Kanō Sanraku, 1559–1663
- Hasegawa Nobukata, Actif à la fin du XVIe siècle

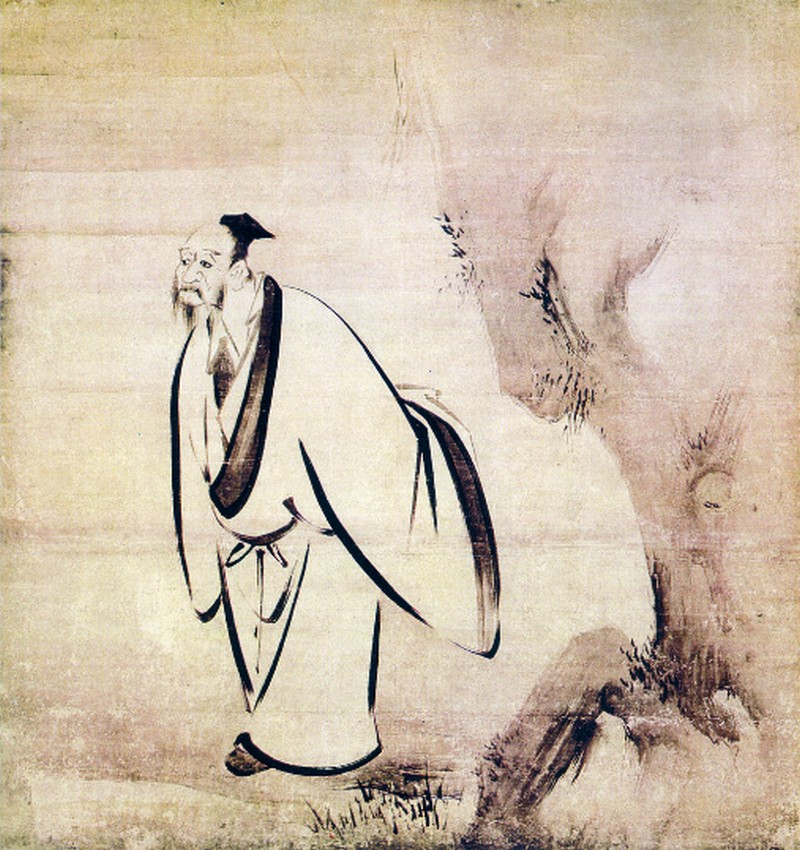
L'un des sept sages par le peintre Kaihō Yūshō
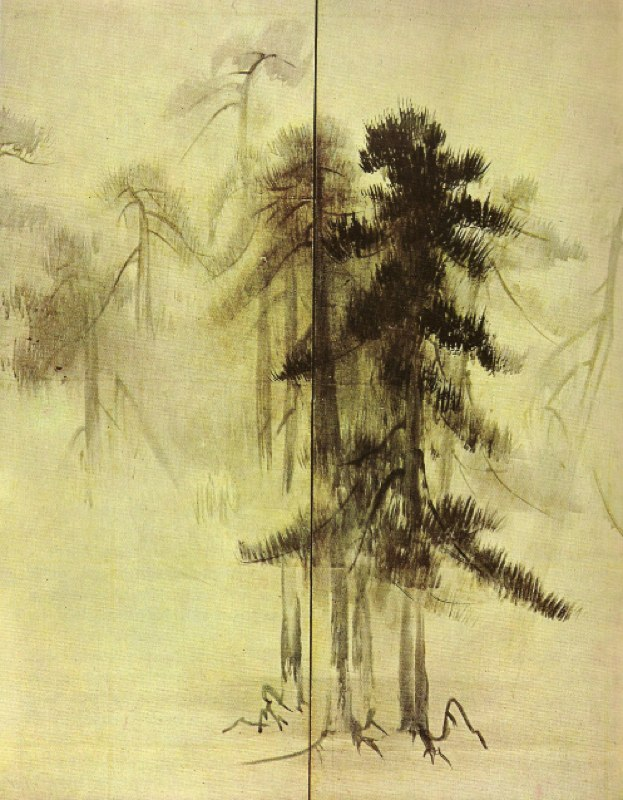
Bois de pins par Hasegawa Tōhaku.
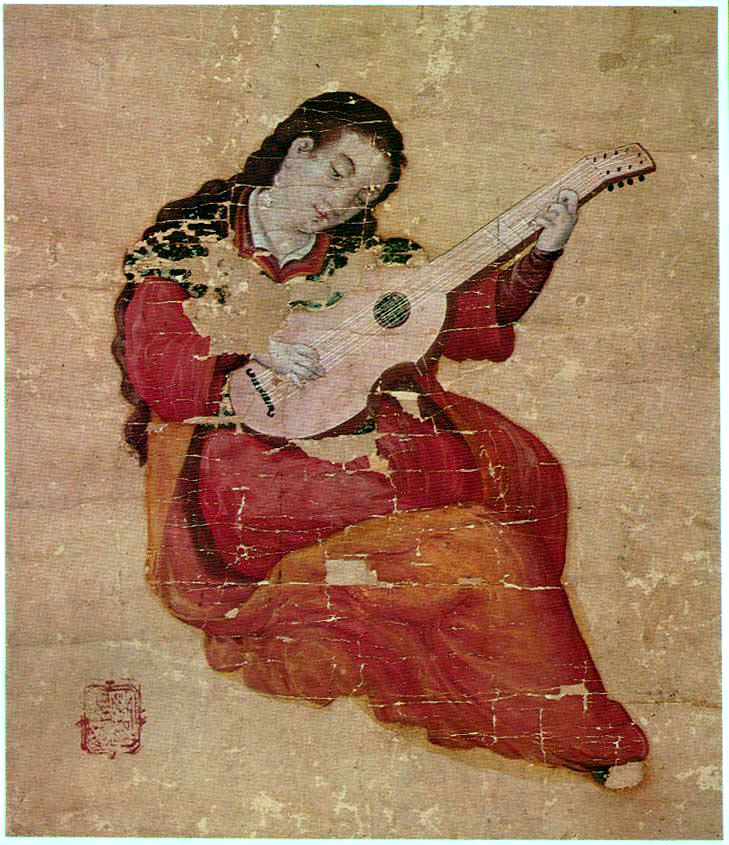
Peinture de style occidental attribuée à Hasegawa Nobukata. Il a peint des portraits sur un fond uni et a utilisé l'ombrage et le modelage de l'école jésuite[35].
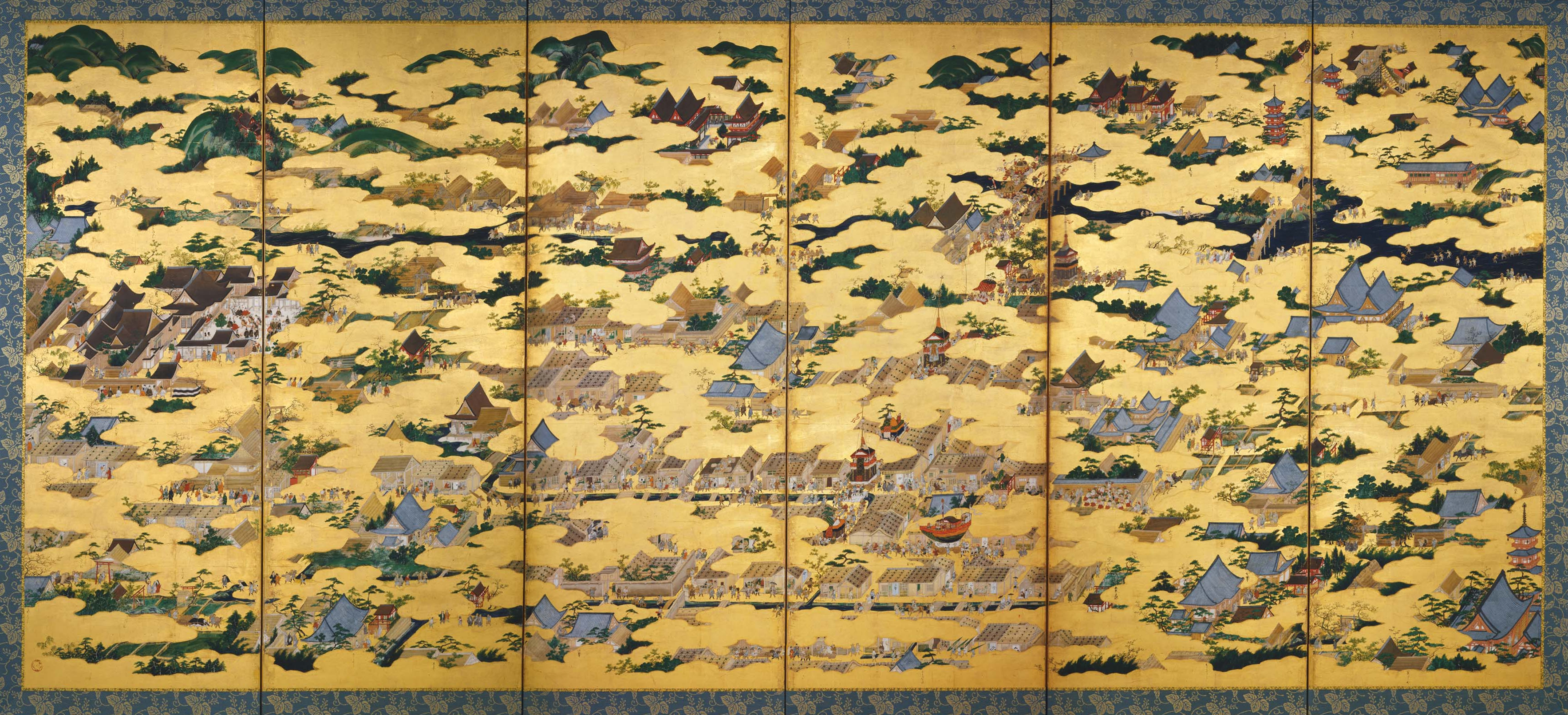
Kanō Eitoku. Vues à l'intérieur et à l'extérieur de la capitale, Kyoto. Paravent à six feuilles. Couleurs et or sur papier honkin, 160,5 x 364,5 cm. 1561-1562[29]. Yonezawa City Uesugi Museum.
Attribué à Kanō Sanraku. Paravent de gauche à six panneaux, d'une paire. Encre, or et couleurs sur soie, H. 1,67 m; L. 3,57 m. Musée d'Art Suntory

## Postérité
Cette période est utilisée comme trame de fond pour le jeu vidéo Assassin's Creed Shadows.

### Histoire du Japon: généralités
- George Sansom (trad. Éric Diacon), Histoire du Japon : des origines aux débuts du Japon moderne, Paris, Fayard, 1988 (ISBN 2-213-01851-0)
- (en) Kozo Yamamura (dir.), The Cambridge History of Japan : Volume 3: Medieval Japan, Cambridge, Cambridge University Press, 1990 (ISBN 978-0-521-22354-6)
- Francine Hérail (dir.), Guillaume Carré, Jean Esmain, François Macé et Pierre Souyri, Histoire du Japon : des origines à nos jours, Paris, Éditions Hermann, février 2010, 1413 p. (ISBN 978-2-7056-6640-8). .
- Pierre François Souyri, Nouvelle Histoire du Japon, Paris, Perrin, septembre 2010, 627 p. (ISBN 978-2-262-02246-4, OCLC 683200336). .

### Japon de la première modernité
- (en) Mary Elizabeth Berry, Hideyoshi, Cambridge, Harvard University Press, 1982 (ISBN 0-674-39026-1).
- (en) Asao Naohiro (trad. Bernard Susser), « The sixteenth-century unification », dans John Whitney Hall (dir.), The Cambridge History of Japan : Volume 4: Early Modern Japan, Cambridge, Cambridge University Press, 1991 (ISBN 978-0-521-22355-3), p. 40-95.
- (en) Lee Butler, « The Sixteenth-Century Reunification », dans Karl F. Friday (dir.), Japan Emerging: Premodern History to 1850, New York et Londres, Routledge, 2012, p. 311-320
- (en) Jeff Kurashige, « The 16th Century: Identifying a New Group of 'Unifiers' and reevaluating the Myth of 'Reunification' », dans Karl Friday (dir.), Routledge Handbook of Premodern Japanese History, Londres, Routledge, 2017 (ISBN 9781315170473), p. 171-183
- Nathalie Kouamé, Naissance et affirmation du Japon moderne : 1392-1709, Paris, Presses universitaires de France, coll. « Nouvelle Clio », 2024

### Art japonais
- (en) Yoshiaki Shimizu (dir.), Japan : the Shaping of Daimyo Culture, 1185-1868, Washington, National Gallery of Art, 1988 (ISBN 0-8946-8122-2, lire en ligne).
- Miyeko Murase (trad. de l'anglais), L'Art du Japon, Paris, Éditions LGF - Livre de Poche, coll. « La Pochothèque », 1996, 414 p. (ISBN 2-253-13054-0, SUDOC 003961915), aussi: L'art du paravent japonais, 1990,  (ISBN 2-904420-40-1), (SUDOC 00252063X)
- Christine Shimizu, L'Art japonais, Paris, Flammarion, coll. « Tout l'art, Histoire », 2014 (1re éd. 2001), 448 p. (ISBN 978-2-08-120787-5)
- Christine Guth, L'art japonais de la période Edo, Flammarion, coll. « Tout l'art », 1996, 175 p., 21 cm. (ISBN 2-08-012280-0), p. 75-81